# 上海携程亲子园虐童案
上海携程亲子园虐童案，或称上海携程亲子园虐童事件，是2017年携程托管亲子园工作人员虐待儿童的刑事案件。《人民法院报》列为2018年度人民法院十大刑事案件之一。

## 背景
在中华人民共和国教育体系中，幼儿的学前教育并不属于政府必须保障的义务教育。

## 案件相关
2017年11月初，多段视频在网上流传，视频显示：教师打幼儿头部，还强喂幼儿不明物品。11月8日，上海携程商务有限公司向长宁警方反映。同日，携程发布《携程就委托第三方管理的亲子园相关情况说明》中表示，携程第一时间成立了紧急处理小组，公司高层也连夜召开紧急会议，表示要对责任人员追责到底。事发后，涉事人员已与携程解除合同。11月9日，上海市长宁公安分局发布通报称，3名涉事工作人员因涉嫌虐待被看护人罪被刑事拘留。12月13日，长宁区人民检察院依法对携程亲子园工作人员郑某、吴某、周某某、唐某、沈某某以涉嫌虐待被看护人罪批准逮捕。
2018年9月26日，上海市长宁区人民法院依法公开开庭审理携程亲子园虐童案，八位被告人当庭认罪悔罪。2018年11月27日下午2点，上海市长宁区人民法院一审宣判，以虐待被看护人罪判处8名被告人有期徒刑1年至1年零6个月不等，并禁止被告人郑燕、梁硕、唐颖自刑罚执行完毕之日或者假释之日起五年内从事看护工作；禁止被告人吴微、廖红霞、周高兰、沈春霞、嵇兰在缓刑考验期内从事看护工作。